# Adam Sawicki
Adam Sawicki (* 11. Januar 1887 in Subiele, Kongresspolen, heute Belarus; † 20. Mai 1968 in Białystok, Volksrepublik Polen) war ein polnischer Geistlicher.
Sawicki wurde in der Nähe von Vilnius in eine Adelsfamilie hineingeboren. Er studierte in Ashmyany und dann in Vilnius, wo er in das Priesterseminar eintrat. Anschließend war er Professor am Priesterseminar und Präfekt in Vilnius sowie Kanzler der Metropolitankurie und Kanoniker von Vilnius.
Er wurde am 2. Mai 1908 zum Priester für das Bistum Vilnius geweiht. Papst Johannes XXIII. ernannte ihn am 23. November 1962 zum Titularbischof von Turres Concordiae und Apostolischer Administrator für den polnischen Teil der Erzdiözese Vilnius. Antoni Baraniak, Erzbischof von Posen, weihte ihn am 2. Juni 1963 zum Bischof. Mitkonsekratoren waren Michal Klepacz, Bischof von Łódź, und Władysław Suszyński, Weihbischof in Vilnius. Er starb nach langer und schwerer Krankheit. Er wurde neben der Kathedrale von Białystok begraben.
Am 11. November 1937 wurde ihm das Offizierskreuz des Ordens Polonia Restituta verliehen.